# Stefan Rakowitz
Stefan Rakowitz (* 3. April 1990 in Oberwart) ist ein österreichischer Fußballspieler.

## Karriere
Im Alter von sieben Jahren begann Rakowitz beim burgenländischen Verein SC Pinkafeld Fußball zu spielen. Im Alter von 13 Jahren ging er in die burgenländische Fußballakademie, besuchte nebenbei von 2004 bis 2009 das Bundes Schul & Sport Model Oberschützen und kam später zu seinen ersten Einsätzen im Herrenfußball, als er für den SC Pinkafeld in der fünftklassigen II. Liga Süd auflief. Am 20. Juni 2008 wurde er vom TSV Hartberg für die Regionalliga Mitte verpflichtet. In der fünften Runde am 29. August 2008 beim 5:1-Heimsieg gegen den SV Bad Aussee wurde er nach 55 Spielminuten eingewechselt und erzielte in der 70. Spielminute ein Tor. Danach bestritt er bis zum Ende der Saison 2008/09 sämtliche Spiele. Am letzten Spieltag am 12. Juni 2009 im Heimspiel gegen den SAK Klagenfurt erzielte er drei Treffer zum 6:0-Sieg der Hartberger. Mit diesem Sieg sicherte sich seine Mannschaft mit der um zwei Treffer besseren Tordifferenz den Meistertitel und den Aufstieg in die Erste Liga (zweithöchste Spielklasse). Auch in der Saison 2009/10 hatte Rakowitz einen Stammplatz in der Profimannschaft. Sein erstes Spiel als Fußballprofi für den TSV Hartberg machte er am 24. Juli 2009 beim 0:0 beim FC Gratkorn. Nachdem er zwischenzeitlich auch als Verteidiger und im Mittelfeld eingesetzt worden war, erzielte er seinen ersten Profitreffer am 8. Mai 2010 im Auswärtsspiel gegen den FC Gratkorn mit seinem Tor in der 57. Spielminute zum 2:1-Sieg.
Im Sommer 2012 wechselte Rakowitz in die österreichische Bundesliga zum SC Wiener Neustadt, im Sommer 2014 in die Regionalliga Ost zum SC Ritzing und im Sommer 2015 zum Ligakonkurrenten SV Horn, bei dem er „Spieler der Saison“ wurde.
Im August 2016 kehrte er, nachdem sein Vertrag in Horn nicht verlängert worden war, zum Zweitligisten SC Wiener Neustadt zurück.
Zur Saison 2017/18 wechselte er zum Ligakonkurrenten FC Wacker Innsbruck, bei dem er einen bis Juni 2018 gültigen Vertrag erhielt. Mit Innsbruck stieg er zu Saisonende in die Bundesliga auf. Mit Wacker musste er 2019 wieder aus der Bundesliga absteigen. Nach dem Abstieg wechselte er zur Saison 2019/20 zum Bundesligisten TSV Hartberg, bei dem er bereits zu Zweit- und Regionalligazeiten spielte. Bei Hartberg erhielt er einen bis Juni 2021 laufenden Vertrag. In zwei Spielzeiten kam er zu 26 Bundesligaeinsätzen für Hartberg. Nach dem Ende seines Vertrags verließ er Hartberg nach zwei Jahren wieder.
Nach einem halben Jahr ohne Klub wechselte Rakowitz im Jänner 2022 in den Oman zum Bahla Club, nachdem er von einem ägyptischen Spielerberater dorthin gelotst worden war. Als erster Österreicher in der höchsten omanischen Fußballliga kam er bereits im ersten Saisonspiel gegen den Muscat Club zum Einsatz, musste allerdings bereits nach rund 30 Minuten verletzungsbedingt das Spielfeld verlassen. Die Anfangsphase im Oman verlief für Rakowitz, der sich hier mit seinem Teamkollegen Michael Bolou Clavier aus der Elfenbeinküste eine Wohnung teilte, äußerst turbulent. Auf die Verletzung im ersten Spiel und die darauffolgende Regeneration folgte noch im ersten Monat ein Trainerwechsel sowie der Ausbruch der COVID-19-Pandemie, die den Spielbetrieb ebenfalls beeinflusste. Nebenbei setzte er, während seiner Zeit im Oman, sein Sportmanagement-Studium an der IU International University of Applied Science fort. Bereits 2015/16 hatte er auf Lehramt Sport und Geschichte studiert und zeitgleich einen Management-Lehrgang an der Bundesliga-Sportmanagement-Akademie belegt.
Nach einem halben Jahr im Oman kehrte er zur Saison 2022/23 nach Österreich zurück und wechselte zum Regionalligisten SV Stripfing. In der Regionalliga kam er zu 22 Einsätzen, mit Stripfing stieg er zu Saisonende in die 2. Liga auf. In der Saison 2023/24 machte er dann 24 Zweitligaspiele. Nach der Saison 2023/24 verließ er Stripfing. Anschließend wechselte er zur Saison 2024/25 wieder in die Regionalliga und schloss sich der SV Oberwart an.

## Erfolge
- Meistertitel in der Regionalliga Mitte 2008/09